# Carelis
Carelis is een geslacht van vlinders van de familie uilen (Noctuidae), uit de onderfamilie Amphipyrinae.

## Soorten
- C. albula Bowden, 1956
- C. ochrivirga (A. E. Prout, 1927)